# Papiamentstalige Wikipedia
De Papiamentstalige Wikipedia (Papiaments: Wikipedia na Papiamentu) is een editie in de Papiamentse taal van de internetencyclopedie Wikipedia. De Papiamentstalige Wikipedia ging op 26 maart 2006 van start. Op 6 juli 2020 waren er circa 1.981 artikelen en ruim 10.000 geregistreerde gebruikers (waarvan er enkel 18 "actieve gebruikers" zijn).

## Spelling
De Papiamentse taal heeft twee officieel erkende spellingsystemen. Papiamento, de etymologisch georiënteerde variant van Aruba, maakt meer gebruik van de letters c en o, terwijl Papiamentu, de fonologisch georiënteerde variant van Curaçao en Bonaire, meer gebruik maakt van k en u en een ander gebruik van accenten heeft. Op de Papiamentstalige Wikipedia zijn artikelen in beide schrijfwijzen toegestaan mits binnen een artikel uniformiteit van spelling wordt behouden.

## Mijlpalen
- 1000e artikel - 12 december 2010